# Втрати сил міжнародної коаліції в операції «Нескорена свобода»

Графік втрат міжнародноїкоаліції з рочатку війни

Згідно з даними міністерств оборони США, Великої Британії та Австралії, а також незалежного інтернет-сайту iCasualties.org, станом на 8 серпня 2014 року в ході операції «Нескорена свобода» (англ. Enduring Freedom)  сили міжнародної коаліції втратили 3466 військовослужбовців загиблими. Більшість втрат пов'язана з військовою операцією в Афганістані, однак цифра втрат збройних сил США включає в себе деяке число американських військовослужбовців, загиблих на Філіппінах, в Джибуті та деяких інших країнах. Враховані як бойові, так і небойові втрати.
- США: 2339 (пораненими, станом на 6 серпня 2014 року — 19 911 військовослужбовців[1])
- Велика Британія: 453 (пораненими і травмованими, станом на 30 червня 2014 — 7376[2])
- Канада: 158 (пораненими, в період з квітня 2002[3] до 12 березня 2014 року — 2179 військовослужбовців[4])
- Франція: 86 (пораненими, станом на 8 декабря 2012–725 військовослужбовців[5][6][7][8])
- Німеччина: 54 (пораненими, не менше 230[9][10][11][12][13][14][15][16][17][18][19][20][21][22][23][24][25][26]).
- Італія: 48 (пораненими, не менше 96[27][28][29][30][31][32][33][34][35][36][37][38][39][40][41][42][43][44][45][46][47][48][49][50][51][52][53][54][55])
- Данія : 43 (пораненими, не менше 214 військовослужбовців[56][57][58])
- Австралія: 40 (пораненими, станом на 28 жовтня 2013 року — 261 військовослужбовців[59])
- Польща: 38 (пораненими, понад 157[60][61][62][63][64][65][66][67][68][69][70][71][72][73][74][75][76][77][78][79][80][81][82])
- Іспанія: 35 (пораненими, не менше 69 військовослужбовців[83][84][85][86][87][88][89][90][91][92][93][94][95][96][97][98][99][100][101][102][103][104][105][106][107][108][109][110][111][112][113])
- Грузія : 27 (пораненими, не менше 132 військовослужбовців)[114][115][116][117]
- Нідерланди : 25 (пораненими, станом на 1 серпня 2010 року — 140 військовослужбовців)[118]
- Румунія : 21 (пораненими, не менше 131 військовослужбовців[119][120][121][122])
- Туреччина : 14 (пораненими, не менше 7 військовослужбовців[123][124][125][126])
- Нова Зеландія: 11 (пораненими, не менше 16 військовослужбовців[127][128][129][130][131][132])
- Норвегія : 10 (пораненими, не менше 840 військовослужбовців[133][134][135][136][137])
- Чехія : 10 (пораненими, не менше 34 військовослужбовців[138][139][140][141][142][143][144][145][146][147][148])
- Естонія : 9 (пораненими, не менше 92 військовослужбовців[149])
- Угорщина: 7 (пораненими, не менше 12 військовослужбовців[150][151][152][153][154])
- Швеція: 5 (пораненими, не менше 22 військовослужбовців[155][156][157][158][159][160][161][162][163][164][165][166][167])
- Латвія : 3 (пораненими, не менше 12 військовослужбовців[168][169][170][171][172][173][174])
- Словаччина: 3 (пораненими, не менше 8 військовослужбовців[175][176])
- Фінляндія: 2 (пораненими, не менше 13 військовослужбовців[177][178][179][180][181][182][183][184])
- Португалія: 2 (пораненими, не менше 12 військовослужбовців[185][186][187][188][189])
- Йорданія : 2 (пораненими, до 22 травня 2011 — не менше 3 військовослужбовців[190])
- Бельгія: 1 (пораненими, не менше 14 військовослужбовців[191][192][193][194][195][196][197])
- Литва : 1 (пораненими і травмованими, не менше 14 військовослужбовців[198][199][200][201][202][203][204])
- Албанія: 1 (пораненими, щонайменше 1 військовослужбовець[205])
- Південна Корея: 1
- Хорватія: 0 (пораненими, не менше 12[206][207][208][209][210][211][212][213][214][215][216], ще 1 небезпечно захворів[217])
- Болгарія: 0 (пораненими, не менше 7 військовослужбовців[218][219][220])
- Македонія: 0 (пораненими, не менше 5 військовослужбовців[221][222])
- Греція: 0 (пораненими і травмованими, не менше 4 військовослужбовців[223][224])
- Ісландія: 0 (пораненими, не менше 3 миротворців[225])
- Словенія: 0 (пораненими, щонайменше 2 солдатів і 1 цивільний фахівець[226][227])

Найбільшою одноразовою втратою сил міжнародної коаліції за час операції була  авіакатастрофа 6 серпня 2011, коли в збитому вертольоті  CH-47 загинули 31 військовослужбовець США і 7 військовослужбовців  армії Афганістану.
У підсумкових цифрах, наведених на підставі даних сайту icasualties.org не враховано:
- 62 військовослужбовця Іспанії, які загинули 26 травня 2003 року в результаті катастрофи в Туреччині літака, на борту якого вони поверталися з Афганістану[229].
- 1 південнокорейський офіцер (капітан  Kim Hyo-sun ), застрелений 29 січня 2003 в Кабулі майором південнокорейської армії[230] (в переліку втрат південнокорейської армії згаданий тільки один військовослужбовець, сержант  Yoon Jang-ho , загиблий 27 лютого 2007 на авіабазі Баграм в результаті підриву смертника[231]);
- 1 військовослужбовець  ОАЕ зі складу підрозділу, який здійснював охорону гуманітарної місії ОАЕ в Афганістані, який зник безвісти за невстановлених обставин у провінції Гільменд 13 червня 2007[232];
- 1 військовослужбовець Туреччини, загиблий 23 березня 2010 в провінції Вардак при падінні турецького вертольота UH-60[126];
- 1 військовослужбовець Чорногорії ( stariji vodnik Mijailo Perišić ), померлий 10 жовтня 2011 року від серцевого нападу на військовій базі «Panonia»[233];
- 1 військовослужбовець Латвії[234][235][236] (капрал  Давис Балтаболс ), який помер у німецькому військовому госпіталі 9 серпня 2009[237];
- 2 загиблих військовослужбовців Франції[8];
- 4 загиблих військовослужбовців Канади[4] (капрал військової поліції Канади  Brendan Anthony Downey , який помер 4 липня 2008 року на території ОАЕ [238] і ще три невстановлених військовослужбовців)
- 5[239] загиблих військовослужбовців Польщі[240], в тому числі: єфрейтор  Rafał Nowakowski , убитий 4 жовтня 2011 року[241]; сержант  Zbigniew Biskup , померлий 22 грудня 2011 в госпіталі в Газні внаслідок септичного шоку[242][243]; рядовий  Pawel Ordynski , убитий 20 березня 2013[79][244]; і старший капрал  Łukasz Sroczyński , важко поранений 22 грудня 2012 в бою в провінції Газні і померлий від ран у Варшаві 3 серпня 2013[245];
- 2 загиблих військовослужбовців Грузії: капрал Міндія Абашидзе, загиблих 11 жовтня 2012 року в провінції Гільменд[246][247] і ще один, невстановлений грузинський військовослужбовець[115][248]
- 5 загиблих військовослужбовців Румунії: сержант  Ion-Lucian Leuştean  (поранений вибухом міни 7 вересня 2011 і померлий від ран 9 травня 2012)[249], ще 3 військовослужбовців, загиблих в період до 23 квітня 2013[120] і прапорщик  Claudiu Constantin Vulpoiu , убитий вибухом 30 березня 2014[122]
- 4 загиблих військовослужбовців Італії[51][250]
- 1 загиблий військовослужбовець ФРН[251]

- 1 сержант армії США ( US Army Sergeant Bowe Bergdahl ), захоплений у полон 30 червня 2009 в південно-східній частині Афганистана[252], який був звільнений 31 травня 2014 і відправлений на лікування у військовий госпиталь[253]

В перераховані вище втрати не включені втрати серед співробітників поліції країн Євросоюзу, які знаходяться в Афганістані за програмою  EUPOL — Afghanistan , але не є військовослужбовцями ISAF.
- Так, 1 травня 2007 року в 100 км від Кабула, на автодорозі з Кабула у місі Газні скоєно напад на машину дипломата Чехії, під час якого були поранені двоє чеських поліцейських — співробітників спецпідрозділу при Міністерстві закордонних справ Чехії, які забезпечували охорону посольства Чехії в Афганістані[254][255]
- 15 серпня 2007 року в Кабулі в результаті підриву автомашини з німецькими поліцейськими загинули 3 і був поранений ще 1 німецький поліцейський[256] ;
- 17 січня 2014 в ході атаки ресторану «La Taverna du Liban» в Кабулі було вбито 2 працівника EUPOL (жінка-поліцейська  Mette Teilmann Nielsen  з Данії[257] і громадянин Великої Британії  Simon Chase [258])[259]

В перераховані вище втрати не включені втрати серед військовослужбовців  миротворчого контингенту і співробітників служби безпеки ООН, які знаходяться в Афганістані в рамках місії  United Nations Assistance Mission in Afghanistan :
- Убитий 28 жовтня 2009 у час  атаки готелі у Кабулі співробітники служби безпеки ООН ( UN security officers ) — громадянин Гани  Laurance Mefful  і громадянин США  Louis Maxwell[260][261]
- Убиті 1 квітня 2011 під час  атаки на місію ООН в Мазарі-Шаріфі (військовий радник — підполковник військово-повітряних сил Норвегії  Siri Skare [262] і 4 непальських військовослужбовців[263])

Крім того, в перераховані вище втрати не включені:
- Співробітники іноземних приватних  військових і охоронних компаній, а також  компаній з розмінування , що діють в Афганістані з дозволу та в інтересах країн коаліції.
- Цивільний персонал, що працює на території Афганістану з дозволу та в інтересах країн коаліції (зокрема, адміністративний, технічний і допоміжний персонал, що забезпечує діяльність сил коаліції, а також іноземні громадяни, які беруть участь у здійсненні проектів і програм розвитку "військово-цивільного взаємодії, координації і співпраці " CIMIC ).

Між тим, тільки в період з початку операції в 2001 році до середини вересня 2011 року в Афганістані загинули 1765 «контрактників»
У переліку не враховуються втрати службових собак контингенту ISAF (хоча зафіксовані випадки їх знищення, а також упіймання собак-міношукачів бойовиками з метою подальшого використання)

## Додаткова інформація
За офіційними даними ISAF, тільки в період з 2001 року до початку травня 2012 бойові і небойові втрати ISAF у війні в Афганістані склали 3006 військовослужбовців убитими і понад 8800 військовослужбовців пораненими.